# Kry
Kry, i Storbritannien och Frankrike marknadsfört under varumärket Livi, är ett privat svenskt vårdföretag som erbjuder vård inom psykologi och medicin via fysiska vårdcentraler och digitalt via mobilapplikationer. Sedan april 2020 är Kry Europas största plattform för nätläkare och vid en finansieringsrunda 2021 värderades bolaget till 17 miljarder kronor.
Kry är verksamma i Sverige, Norge, Frankrike och Storbritannien.

## Historia
Kry grundades i juli 2014 av Johannes Schildt, Fredrik Jung Abbou, Josefin Landgård och Joachim Hedenius. Idén till Kry kom från grundarnas egna erfarenheter med vården med långa köer och bristande patientfokus. Initialt var affärsidén att hjälpa befintliga vårdgivare att introducera vård via videolänk, men efter att intresset visade vara svalt, ändrade man inriktning till att själva erbjuda vård. Första patienten togs emot i mars 2015, vilket gjorde Kry till Sveriges första digitala vårdcentral.
I december 2016 rekryterades Izettles produktchef Peder Stahle och i september 2017 rekryterade man även Spotifys tidigare teknikchef Andreas Mattsson till motsvarande roller på Kry.
2019 döptes aktiebolaget om från Webbhälsa AB till Kry International AB, efter att tidigare ha blivit nekade av Bolagsverket med hänvisning till att Kry ansågs vara för likt andra redan registrerade bolag.
I juni 2020 köpte Kry vårdkoncernen Helsa och dess 14 fysiska vårdcentraler. I maj samma år öppnades två nya vårdcentraler i Stockholm, från att Kry tidigare haft vårdcentraler i Nyköping, Lund och Malmö.
Även om Kry varit aktiva tidigare, fick Kry liksom digital sjukvård i allmänhet, sitt stora genomslag under covid-19-pandemin. Genom att själva subventionera sjukvården lyckades man öppna upp verksamheter i länder som dittills inte haft någon offentlig ersättning för digital vård. Baserat på tillväxt i omsättning mellan 2017 och 2020, rankades Kry som Europas 217:e (9:e i Sverige) snabbast växande bolag i Financial Times i 2022 års upplaga av FT 1000.
2021 gjorde bolaget en förlust på en miljard kronor, och i samband med räntehöjningarna under 2022, gjorde Kry personalnedskärningar i två omgångar. Man valde samtidigt att avveckla sin satsning i Tyskland.

## Kry Connect
I samband med coronaviruspandemin 2019 lanserades Kry Connect som en separat gratistjänst som möjliggjorde krypterade videosamtal mellan läkare och patienter. Till skillnad från huvudtjänsten valde man även att lansera Kry Connect i USA.
I maj 2022 avslöjade Sveriges radio Ekot att tjänsten läckte patientuppgifter till Facebook, trots att tjänsten marknadsförts med betoning på säkerhet.

## Ägare
Kry ägs till stor del av olika riskkapitalbolag, däribland Creandum, Accel, Index Ventures och Fidelity Management & Research.